# Gianluigi Buffon
Gianluigi Buffon (phát âm tiếng Ý: [dʒanluˈiːdʒi bufˈfɔn]; sinh ngày 28 tháng 1 năm 1978), còn được gọi là Gigi Buffon, là một cựu cầu thủ bóng đá chuyên nghiệp người Ý, từng chơi ở vị trí thủ môn. Được đánh giá rộng rãi là một trong những thủ môn vĩ đại nhất mọi thời đại, anh là một trong số ít cầu thủ được ghi nhận đã vượt qua 1.100 lần ra sân chuyên nghiệp và giữ kỷ lục về ra sân nhiều nhất tại Serie A.
Ở cấp câu lạc bộ, sự nghiệp chuyên nghiệp của Buffon bắt đầu với Parma vào năm 1995, nơi anh ra mắt Serie A. Anh nhanh chóng có tên trong đội hình xuất phát và nổi tiếng là một trong những thủ môn trẻ triển vọng nhất ở Ý, giúp Parma giành Coppa Italia, UEFA Cup và Supercoppa Italiana vào năm 1999. Sau khi gia nhập Juventus vào năm 2001, mang phí kỷ lục thế giới cho một thủ môn trị giá 52 triệu euro vào thời điểm đó, Buffon đã giành chức vô địch Serie A trong cả hai mùa giải đầu tiên của anh ấy tại câu lạc bộ và khẳng định mình là một trong những cầu thủ xuất sắc nhất thế giới ở vị trí của anh ấy. Trong lần đầu tiên khoác áo Juventus, anh đã giành được kỷ lục 9 chức vô địch Serie A, bốn Coppa Italia, và năm Supercoppa Italiana. Anh là thủ môn đầu tiên giành được giải thưởng Serie A Footballer of the Year, và được vinh danh Serie A Goalkeeper of the Year với kỷ lục mười hai lần. Sau khi lọt vào Chung kết UEFA Champions League 2015 và 2017, Buffon được điền tên vào Đội hình của mùa giải Champions League ở cả hai lần, và giành được giải thưởng Thủ môn xuất sắc nhất FIFA đầu tiên vào năm sau.
Sau mười bảy năm gắn bó với Juventus, Buffon đã ký hợp đồng với câu lạc bộ Pháp Paris Saint-Germain ở tuổi 40 vào năm 2018, nơi anh được sử dụng với vai trò luân phiên với Alphonse Areola; anh đã vô địch Trophée des Champions và Ligue 1 trong mùa giải duy nhất của anh với đội, trước khi trở lại Juventus vào năm sau. Trong mùa giải 2019–20, Buffon chủ yếu đóng vai trò dự phòng cho Wojciech Szczęsny, nhưng vẫn phá được kỷ lục 647 lần ra sân ở Serie A của Paolo Maldini khi anh giành được kỷ lục nhiều danh hiệu thứ mười với câu lạc bộ. Mùa giải tiếp theo, anh tiếp tục đóng vai trò dự bị, nhưng xuất phát ở Coppa Italia, giành danh hiệu thứ sáu kỷ lục của mình. Vào tháng 6 năm 2021, Buffon trở lại câu lạc bộ thời thơ ấu của mình là Parma, đội đã bị xuống hạng Serie B trong mùa giải đó, trước khi tuyên bố từ giã sự nghiệp bóng đá vào năm 2023 ở tuổi 45.
Với 176 lần khoác áo đội tuyển quốc gia, Buffon là cầu thủ ra sân quốc tế nhiều nhất mọi thời đại, cầu thủ khoác áo đội tuyển quốc gia Ý nhiều nhất lịch sử của đội tuyển quốc gia Ý, và là cầu thủ khoác áo đội tuyển quốc tế châu Âu nhiều thứ ba từ trước đến nay; Buffon cũng giữ kỷ lục số lần ra sân nhiều nhất cho đội tuyển Ý với tư cách đội trưởng sau khi anh thừa hưởng chiếc băng đội trưởng vào năm 2010. Buffon được triệu tập vì kỷ lục 5 lần tham dự FIFA World Cup (vào các năm 1998, 2002, 2006, 2010 và 2014) sau khi ra mắt vào năm 1997; anh ấy là người thay thế không được sử dụng trong ấn bản năm 1998. Anh ấy là thủ môn xuất phát của đội vô địch giải đấu năm 2006, được trao giải Găng tay vàng với tư cách là thủ môn xuất sắc nhất của giải đấu. Anh ấy cũng đại diện cho Ý tại bốn kỳ UEFA Euro, tại Olympics 1996, và tại hai FIFA Confederations Cup, giành huy chương đồng tại phiên bản 2013 của giải đấu. Sau màn trình diễn của anh ấy trong World Cup 2006, nơi anh giữ kỷ lục 5 trận giữ sạch lưới, Buffon đã giành được Giải thưởng Yashin và được bầu vào Đội hình của Giải đấu, một vinh dự mà anh ấy cũng đã nhận được từ UEFA sau khi lọt vào tứ kết của 2008 và trận chung kết của Euro 2012. Buffon từ giã sự nghiệp thi đấu quốc tế vào năm 2017, sau khi Ý không thể vượt qua vòng loại FIFA World Cup 2018; mặc dù anh đã đảo ngược quyết định này để thi đấu trong các trận giao hữu của đội vào năm sau, anh đã chính thức xác nhận việc từ giã đội tuyển quốc gia vào tháng 5 năm 2018.
Buffon được Pelé xướng tên trong FIFA 100 danh sách những cầu thủ còn sống vĩ đại nhất thế giới năm 2004. Anh là thủ môn duy nhất giành được danh hiệu UEFA Club Footballer of the Year, mà anh ấy đã đạt được sau khi vào đến chung kết Champions League 2003; anh ấy cũng đã giành được giải thưởng của UEFA cho thủ môn xuất sắc nhất năm đó, và được bầu chọn thêm vào danh sách UEFA Team of the Year năm lần. Buffon là người về nhì cho Quả bóng vàng châu Âu trong năm 2006, và được bầu là một phần của FIFPro World11 ba lần. Anh ấy là thủ môn đầu tiên giành được Giải thưởng Bàn chân vàng, và cũng được vinh danh là Thủ môn xuất sắc nhất thế giới của IFFHS kỷ lục năm lần (cùng với Iker Casillas và Manuel Neuer); anh ấy tiếp tục được vinh danh là thủ môn xuất sắc nhất thế kỷ 21, trong 25 năm qua và của thập kỷ bởi cùng một tổ chức.

## Đầu đời
Buffon sinh ra ở Carrara, Tuscania, mặc dù anh có nguồn gốc Friuli, từ Latisana. Anh sinh ra trong một gia đình thể thao: mẹ anh Maria Stella Masocco đã ba lần Nhà vô địch Ý trong đẩy tạ và ném đĩa, chú của anh là Dante Masocco là một cầu thủ bóng rổ đã chơi ở Serie A1, cha của anh là Adriano cũng tập đẩy tạ, và các chị gái của anh là Guendalina và Veronica là những vận động viên bóng chuyền chuyên nghiệp. Anh là họ hàng của Lorenzo Buffon, thủ môn của Milan, Genoa, Inter, Fiorentina và đội tuyển quốc gia Ý: Lorenzo là anh họ thứ hai của Gianluigi hai lần bị loại bỏ.
Vào tháng 6 năm 2017, anh nhận được quyền công dân danh dự từ thành phố Latisana.

## Sự nghiệp câu lạc bộ

### Parma
Buffon ra mắt khán giả Serie A vào ngày 19 tháng 11 năm 1995, ở độ tuổi 17, với màu áo Parma, trong trận mà đội này hòa 0 - 0 với AC Milan. Sau bốn mùa bóng tại đây, anh đã đoạt được Cúp UEFA Europa League.

### Juventus

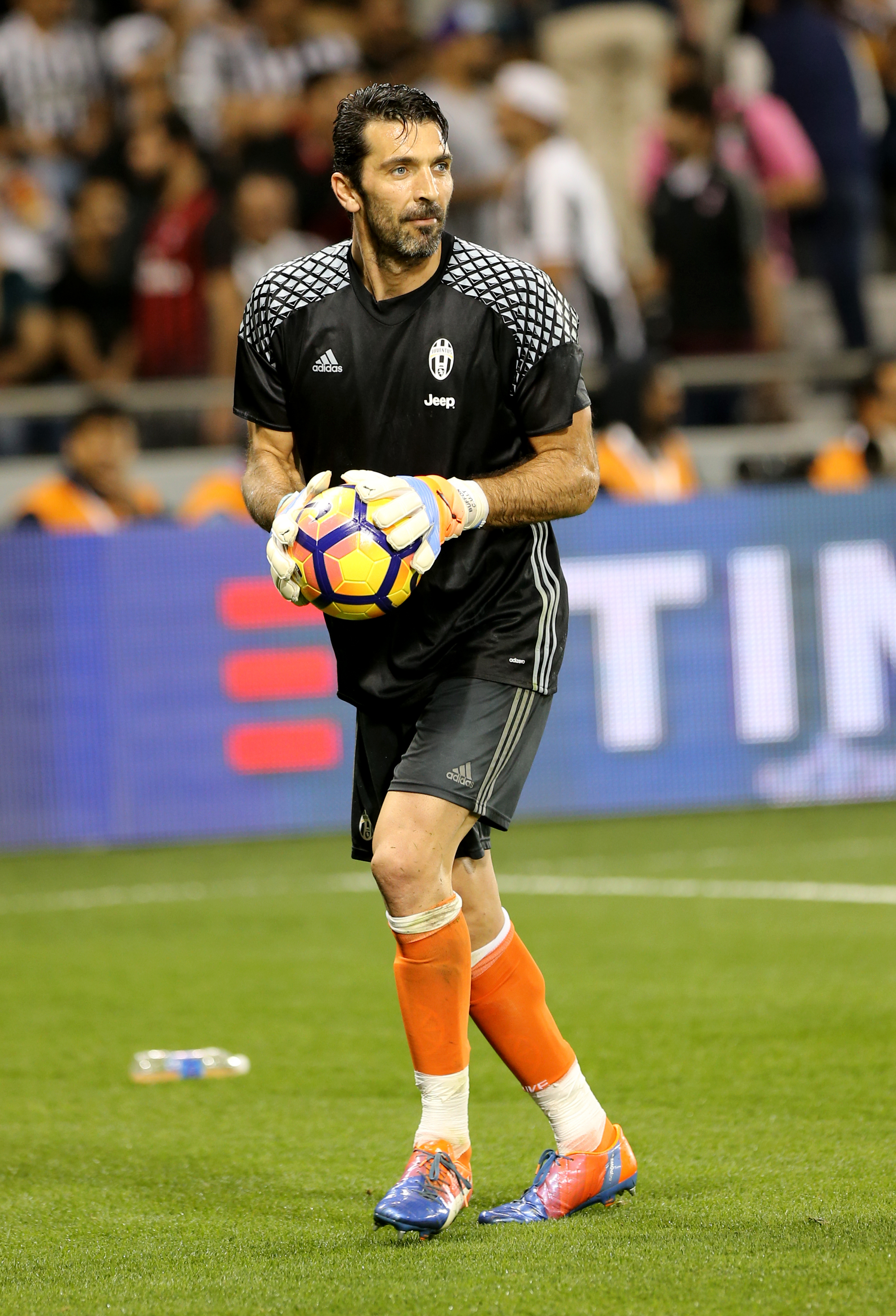
Buffon thi đấu trong màu áo Juventus tại Serie A mùa giải 2016-2017

Anh được chuyển sang chơi cho Juventus vào năm 2001, với một kỷ lục thế giới về giá chuyển nhượng dành cho một thủ môn: 53 triệu Euro. Năm 2003, anh đoạt danh hiệu cầu thủ giỏi nhất cúp UEFA và thủ môn giỏi nhất, tháng 3 năm sau, anh được vua Pelé ghi tên vào danh sách 125 cầu thủ còn sống vĩ đại nhất. Trong một trận đấu gặp lại Milan vào tháng 8 năm 2005, Buffon va chạm với tiền vệ Kaká của đội bạn trong một pha tranh bóng, khiến anh bị trật khớp vai, phải đi phẫu thuật. Ca mổ thành công, anh trở lại sân bóng vào tháng 11, nhưng chỉ chơi một trận trước khi một chấn thương khác đưa anh ra ngoài đường biên cho đến tận tháng 1 năm sau. Trở lại lần này, anh góp công lớn đưa Juventus giành chức vô địch nước Ý lần thứ 2 liên tiếp, và cũng là lần thứ 4 anh đoạt được danh hiệu này trong màu áo sọc đen trắng.
Vào tháng 5 năm 2006, Buffon và thủ môn trước đó của Juventus là Antonio Chimenti, cùng nhiều cầu thủ nữa, bị tình nghi có liên can đến một vụ dàn xếp tỉ số tại Serie A trong trận gặp Parma Calcio 1913.Hôm sau khi nghe tin đó, anh tự ý đến tòa án ở Torino trả lời tra vấn để bảo tồn danh dự cho mình. Anh thừa nhận là mình có tham dự cá cược trong thể thao, nhưng kiên quyết nói không cá cược trong các trận bóng đá Ý. Nhiều người lo ngại rằng chuyện này sẽ làm ảnh hưởng đến cơ hội tham dự World Cup 2006 của anh, nhưng đến ngày 15 tháng 5, lại thấy Buffon có tên trong danh sách tuyển thủ đến nước Đức.
Các cầu thủ dính líu sau đó đều được xóa án vào ngày 27 tháng 6 năm 2007. Tuy vậy, Juventus bị đẩy xuống Serie B từ ngày 14 tháng 6 với âm 30 điểm xuất phát, đó là phán quyết đầu tiên sau vụ điều tra dàn xếp tỉ số nổi tiếng; điểm âm sau đó được giảm bớt, còn 17 rồi 9 điểm, song chức vô địch nước Ý gần đây nhất của Juventus bị xóa khỏi bảng thành tích. Người ta đồn rằng Buffon muốn rời đội vì chuyện này, khiến cho rất nhiều câu lạc bộ rất quan tâm. Song anh vẫn ở lại Juventus sau đó, còn nói rằng: "Serie B là một giải đấu mà tôi chưa từng chiến thắng và tôi muốn thử làm điều đó". Phó chủ tịch A.C. Milan lúc này, ông Adriano Galliani lên tiếng chiêu dụ anh từ tháng 4 năm 2007 để thay thế Dida đang xuống phong độ, nhưng sau nhiều tin đồn về sự qua lại, cuối cùng anh lên tiếng bác bỏ.
Sau khi Juventus đoạt Cadetti với số điểm cao nhất tại Serie B và trở lại giải đấu Serie A, Buffon ký tiếp một hiệp đồng với câu lạc bộ, có thời hạn cho đến năm 2012. Lưu trữ ngày 15 tháng 7 năm 2007 tại Wayback Machine.
Trong trận tứ kết lượt về với Real Madrid tại UEFA Champions League 2017-18, anh bị nhận thẻ đỏ đầu tiên trong sự nghiệp do phản ứng quyết liệt với trọng tài khi trọng tài cho Real hưởng quả phạt 11 m của Cristiano Ronaldo sau tình huống Medhi Benatia khiến Lucas Vázquez ngã ở khu vực cấm địa. Sau mùa này, anh sẽ giải nghệ. Đây là thông báo từ trước của anh.

### Paris Saint-Germain
Ngày 06 tháng 7 năm 2018, Gianluigi Buffon chính thức trở thành người của Paris Saint-German theo hình thức chuyển nhượng tự do, thời hạn hợp đồng 1 năm.
Ngày 05 tháng 6 năm 2019, Paris Saint-Germain thông báo chia tay thủ môn Buffon sau khi hết hạn hợp đồng.

### Trở lại Juventus
Năm 2019, Buffon trở lại câu lạc bộ Juventus, nhưng vì lí do tuổi tác nên anh thường xuyên phải ngời dự bị cho các đàn em.

### Trở lại Parma và nghỉ hưu
Vào ngày 17 tháng 6 năm 2021, sau nhiều ngày đồn đoán sau khi anh ấy rời Juventus, đội bóng mới xuống hạng Parma đã thông báo về sự trở lại của Buffon thông qua một đoạn video ngắn được đăng trên tài khoản Twitter chính thức của câu lạc bộ. Sau khi giành được Coppa Italia trong mùa giải cuối cùng của anh ấy tại Juventus, nhiều người cho rằng đó sẽ là dấu chấm hết cho sự nghiệp của anh ấy. Thay vào đó, anh thông báo rằng anh ấy sẽ gia nhập câu lạc bộ thời thơ ấu của mình và điều này đánh dấu 20 năm kể từ khi anh rời Parma đến Juventus vào năm 2001. Vào ngày 20 tháng 8 năm 2021, Buffon ra sân lần đầu tiên, để thủng lưới muộn trong trận hòa 2–2 trước Frosinone.
Vào ngày 5 tháng 2 năm 2022, sau trận hòa 0–0 trên sân khách trước Benevento ở Serie B, Buffon trở thành thủ môn đầu tiên trong lịch sử bóng đá nam giữ sạch lưới 500 trận (322 với Juventus, 92 với Parma, 9 với PSG và 77 với Ý). Vào ngày 28 tháng 2, Parma thông báo gia hạn hợp đồng của Buffon đến năm 2024, điều này sẽ giúp anh tiếp tục thi đấu cho đến năm 46 tuổi.
Vào ngày 2 tháng 8 năm 2023, ở tuổi 45 sau 28 năm thi đấu, Buffon tuyên bố từ giã sự nghiệp bóng đá chuyên nghiệp.

## Sự nghiệp quốc tế
Buffon đá trận đầu cho đội tuyển quốc gia vào tuổi 19, khi một chấn thương đã làm cho thủ môn số một của đội tuyển lúc đó là Angelo Peruzzi bị loại khỏi danh sách dự France 98. Anh được theo đội tuyển đến Pháp mùa hè năm đó, nhưng chỉ là để nhìn thủ môn Pagliuca đứng ở vị trí của mình từ đầu đến cuối giải. Anh từng tham dự nhiều trận tại Olympics Atlanta 1996 tại Mỹ, World Cup 2002 và Euro 2004. Hồi Euro 2000, anh được xem là lựa chọn tối ưu cho vị trí thủ môn đội Ý, song một chấn thương tay ở trận giao hữu với Na Uy trước đó 9 ngày khiến anh phải nhường chỗ cho Francesco Toldo, người sau đó đã hoàn thành tốt nhiệm vụ thay thế.
Tại vòng chung kết World Cup 2006, anh thể hiện một phong độ xuất sắc: giữ sạch lưới trong 453 phút sau 5 trận đấu. Tính cả giải này anh chỉ bị lọt lưới 2 bàn, 1 là bàn phản lưới nhà của hậu vệ đồng đội Cristian Zaccardo và bàn kia là cú sút phạt đền của Zidane trong trận chung kết. Ở trận chung kết với Pháp, anh cùng Fabien Barthez, thủ môn đội Pháp, đã chơi rất tốt vai trò của mình trong 120 phút chính thức, song không một ai bắt được quả phạt Penalty nào ở loạt sút luân lưu. Và một pha sút hỏng của David Trezeguet đã góp phần đưa Ý lên ngôi vô địch thế giới lần thứ 4. World Cup 2006 tại Đức là một giải đấu thành công nhất trong sự nghiệp của Buffon tính cho tới thời điểm đó. Anh được trao giải thưởng Yashin cho thủ môn giỏi nhất giải này.
Buffon trở thành đội trưởng tuyển quốc gia Ý cho Euro 2008 sau khi Fabio Cannavaro rút tên khỏi đội hình vì chấn thương. Sau trận đấu đầu tiên đầy thất vọng trước các tuyển thủ Hà Lan (Ý bị thua với tỉ số 0 - 3), Ý vượt qua vòng loại trong tình thế cam go. Lúc này, Buffon là người góp công lớn để đưa đội nhà vào vòng 2 của giải đấu, sau khi đỡ được quả phạt đền của Adrian Mutu trong trận gặp Rumani, và giữ sạch lưới trong trận gặp Pháp.
Tại World Cup 2010, đội tuyển Ý bị loại ngay từ vòng bảng với hai trận hòa và một trận thua. Sau giải đấu này, đội trưởng Fabio Cannavaro tuyên bố giải nghệ. Buffon đã tiếp quản chiếc băng thủ quân từ tay của Cannavaro.
Euro 2012 chứng kiến sự trưởng thành vượt bậc của Italia, khi họ vào đến trận chung kết. Nhưng trong trận chung kết, đội trưởng Buffon và các đồng đội đã thất bại trước các nhà ĐKVĐ châu Âu và thế giới Tây Ban Nha với tỉ số 0-4.
Ngày 12/10/2013, trong khuôn khổ Vòng loại World cup 2014 Italia làm khách tại Đan Mạch (hòa 2-2), thủ thành Gianluigi Buffon đã chính thức vượt qua Fabio Cannavaro để trở thành cầu thủ khoác áo đội tuyển Quốc gia Italia với 137 lần 
Azzuri đã khởi đầu World Cup 2014 với chiến thắng 2-1 trước đội tuyển Anh. Trận này Buffon không thể ra sân do chấn thương, nhưng thủ thành dự bị Salvatore Sirigu đã hoàn thành xuất sắc nhiệm vụ thay thế. Nhưng trận đấu tiếp theo, họ đã để thua Costa Rica với bàn thắng duy nhất của tiền vệ đội trưởng Bryan Ruiz. Trận đấu tiếp theo, do chỉ cần một trận hòa là đi tiếp nên họ khởi đầu vô cùng chậm chạp. Và chính tư tưởng cầu hòa đó đã giết chết Buffon và các đồng đội, khi họ thất bại 0-1 trước Uruguay, với bàn thắng quyết định của Diego Godín.
Sau khi đội tuyển Ý thất bại trước Thụy Điển với tổng tỉ số 0-1 ở vòng play-off World Cup 2018 khu vực châu Âu, Gianluigi Buffon tuyên bố chia tay đội tuyển Ý sau 20 năm gắn bó, tổng cộng anh đã thi đấu 176 trận và trở thành cầu thủ có số lần khoác áo đội tuyển quốc gia nhiều nhất từ trước đến nay.

## Thống kê

### Câu lạc bộ
| Câu lạc bộ          | Mùa giải            | Giải vô địch        | Giải vô địch | Giải vô địch | Cúp quốc gia | Cúp quốc gia | Cúp liên đoàn | Cúp liên đoàn | Châu Âu | Châu Âu | Khác | Khác | Tổng cộng | Tổng cộng |
| Câu lạc bộ          | Mùa giải            | Hạng đấu            | Trận         | Bàn          | Trận         | Bàn          | Trận          | Bàn           | Trận    | Bàn     | Trận | Bàn  | Trận      | Bàn       |
| ------------------- | ------------------- | ------------------- | ------------ | ------------ | ------------ | ------------ | ------------- | ------------- | ------- | ------- | ---- | ---- | --------- | --------- |
| Parma               | 1995–96             | Serie A             | 9            | 0            | 0            | 0            | —             | —             | 0       | 0       | 0    | 0    | 9         | 0         |
| Parma               | 1996–97             | Serie A             | 27           | 0            | 0            | 0            | —             | —             | 1       | 0       | —    | —    | 28        | 0         |
| Parma               | 1997–98             | Serie A             | 32           | 0            | 6            | 0            | —             | —             | 8       | 0       | —    | —    | 46        | 0         |
| Parma               | 1998–99             | Serie A             | 34           | 0            | 6            | 0            | —             | —             | 11      | 0       | —    | —    | 51        | 0         |
| Parma               | 1999–2000           | Serie A             | 32           | 0            | 0            | 0            | —             | —             | 9       | 0       | 2    | 0    | 43        | 0         |
| Parma               | 2000–01             | Serie A             | 34           | 0            | 2            | 0            | —             | —             | 7       | 0       | —    | —    | 43        | 0         |
| Parma               | Tổng cộng           | Tổng cộng           | 168          | 0            | 14           | 0            | —             | —             | 36      | 0       | 2    | 0    | 220       | 0         |
| Juventus            | 2001–02             | Serie A             | 34           | 0            | 1            | 0            | —             | —             | 10      | 0       | —    | —    | 45        | 0         |
| Juventus            | 2002–03             | Serie A             | 32           | 0            | 0            | 0            | —             | —             | 15      | 0       | 1    | 0    | 48        | 0         |
| Juventus            | 2003–04             | Serie A             | 32           | 0            | 0            | 0            | —             | —             | 6       | 0       | 1    | 0    | 39        | 0         |
| Juventus            | 2004–05             | Serie A             | 37           | 0            | 0            | 0            | —             | —             | 11      | 0       | —    | —    | 48        | 0         |
| Juventus            | 2005–06             | Serie A             | 18           | 0            | 2            | 0            | —             | —             | 4       | 0       | 0    | 0    | 24        | 0         |
| Juventus            | 2006–07             | Serie B             | 37           | 0            | 3            | 0            | —             | —             | —       | —       | —    | —    | 40        | 0         |
| Juventus            | 2007–08             | Serie A             | 34           | 0            | 1            | 0            | —             | —             | —       | —       | —    | —    | 35        | 0         |
| Juventus            | 2008–09             | Serie A             | 23           | 0            | 2            | 0            | —             | —             | 5       | 0       | —    | —    | 30        | 0         |
| Juventus            | 2009–10             | Serie A             | 27           | 0            | 1            | 0            | —             | —             | 7       | 0       | —    | —    | 35        | 0         |
| Juventus            | 2010–11             | Serie A             | 16           | 0            | 1            | 0            | —             | —             | 0       | 0       | —    | —    | 17        | 0         |
| Juventus            | 2011–12             | Serie A             | 35           | 0            | 0            | 0            | —             | —             | —       | —       | —    | —    | 35        | 0         |
| Juventus            | 2012–13             | Serie A             | 32           | 0            | 1            | 0            | —             | —             | 10      | 0       | 1    | 0    | 44        | 0         |
| Juventus            | 2013–14             | Serie A             | 33           | 0            | 0            | 0            | —             | —             | 14      | 0       | 1    | 0    | 48        | 0         |
| Juventus            | 2014–15             | Serie A             | 33           | 0            | 0            | 0            | —             | —             | 13      | 0       | 1    | 0    | 47        | 0         |
| Juventus            | 2015–16             | Serie A             | 35           | 0            | 0            | 0            | —             | —             | 8       | 0       | 1    | 0    | 44        | 0         |
| Juventus            | 2016–17             | Serie A             | 30           | 0            | 0            | 0            | —             | —             | 12      | 0       | 1    | 0    | 43        | 0         |
| Juventus            | 2017–18             | Serie A             | 21           | 0            | 3            | 0            | —             | —             | 9       | 0       | 1    | 0    | 34        | 0         |
| Juventus            | Tổng cộng           | Tổng cộng           | 509          | 0            | 15           | 0            | —             | —             | 124     | 0       | 8    | 0    | 656       | 0         |
| Paris Saint-Germain | 2018–19             | Ligue 1             | 17           | 0            | 1            | 0            | 1             | 0             | 5       | 0       | 1    | 0    | 25        | 0         |
| Juventus            | 2019–20             | Serie A             | 9            | 0            | 5            | 0            | —             | —             | 1       | 0       | 0    | 0    | 15        | 0         |
| Juventus            | 2020–21             | Serie A             | 8            | 0            | 5            | 0            | —             | —             | 1       | 0       | 0    | 0    | 14        | 0         |
| Juventus            | Tổng cộng           | Tổng cộng           | 17           | 0            | 10           | 0            | —             | —             | 2       | 0       | 0    | 0    | 29        | 0         |
| Parma               | 2021–22             | Serie B             | 26           | 0            | 0            | 0            | —             | —             | —       | —       | —    | —    | 26        | 0         |
| Parma               | 2022–23             | Serie B             | 17           | 0            | 1            | 0            | —             | —             | —       | —       | 1    | 0    | 19        | 0         |
| Parma               | Tổng cộng           | Tổng cộng           | 43           | 0            | 1            | 0            | —             | —             | —       | —       | 1    | 0    | 45        | 0         |
| Tổng cộng sự nghiệp | Tổng cộng sự nghiệp | Tổng cộng sự nghiệp | 754          | 0            | 41           | 0            | 1             | 0             | 167     | 0       | 12   | 0    | 975       | 0         |

1. 1 2 3  Tất cả các lần ra sân tại UEFA Cup
2. 1 2 3 4 5 6 7 8 9 10 11 12 13 14 15  Tất cả các lần ra sân tại Coppa Italia
3. ↑  Tất cả các lần ra sân tại UEFA Champions League (bao gồm 2 lần ra sân ở vòng sơ loại thứ hai)
4. ↑  Hai lần ra sân ở Vòng sơ loại thứ ba UEFA Champions League, bảy lần ra sân ở UEFA Cup
5. ↑  Một lần ra sân ở Supercoppa Italiana, một lần ra sân ở hạng 4 Serie A để vượt qua vòng loại cho UEFA Champions League 2000–01
6. 1 2 3 4 5 6 7 8 9 10 11 12  Tất cả các lần ra sân tại UEFA Champions League
7. 1 2 3 4 5 6 7 8  Ra sân tại Supercoppa Italiana
8. ↑  Tất cả các lần ra sân tại UEFA Champions League (bao gồm hai lần ra sân ở vòng loại thứ ba)
9. ↑  Tất cả các lần ra sân tại UEFA Champions League (bao gồm hai lần ra sân tại vòng loại thứ ba)
10. ↑  6 lần ra sân tại UEFA Champions League, 1 lần ra sân tại UEFA Europa League
11. ↑  6 lần ra sân tại UEFA Champions League, 8 lần ra sân tại UEFA Europa League
12. ↑  Tất cả các lần xuất hiện tại Coupe de France
13. ↑  Tất cả các lần ra sân tại Coupe de la Ligue
14. ↑  Ra sân tại Trophée des Champions
15. ↑  Tất cả các lần ra sân trong trận play-off thăng hạng Serie B

### Đội tuyển quốc gia
| Đội tuyển quốc gia | Năm       | Trận | Bàn |
| ------------------ | --------- | ---- | --- |
| Ý                  | 1997      | 1    | 0   |
| Ý                  | 1998      | 3    | 0   |
| Ý                  | 1999      | 8    | 0   |
| Ý                  | 2000      | 4    | 0   |
| Ý                  | 2001      | 7    | 0   |
| Ý                  | 2002      | 12   | 0   |
| Ý                  | 2003      | 7    | 0   |
| Ý                  | 2004      | 12   | 0   |
| Ý                  | 2005      | 3    | 0   |
| Ý                  | 2006      | 15   | 0   |
| Ý                  | 2007      | 8    | 0   |
| Ý                  | 2008      | 9    | 0   |
| Ý                  | 2009      | 11   | 0   |
| Ý                  | 2010      | 2    | 0   |
| Ý                  | 2011      | 10   | 0   |
| Ý                  | 2012      | 11   | 0   |
| Ý                  | 2013      | 15   | 0   |
| Ý                  | 2014      | 8    | 0   |
| Ý                  | 2015      | 8    | 0   |
| Ý                  | 2016      | 13   | 0   |
| Ý                  | 2017      | 8    | 0   |
| Ý                  | 2018      | 1    | 0   |
| Tổng cộng          | Tổng cộng | 176  | 0   |

## Danh hiệu
Parma
- Coppa Italia: 1998–99
- Supercoppa Italiana: 1999
- UEFA Cup: 1998–99

Juventus
- Serie A:[nb 1] 2001–02, 2002–03, 2011–12, 2012–13, 2013–14, 2014–15, 2015–16, 2016–17, 2017–18, 2019–20
- Serie B: 2006–07
- Coppa Italia: 2014–15, 2015–16, 2016–17, 2017–18, 2020–21
- Supercoppa Italiana: 2002, 2003, 2012, 2013, 2015, 2020
- UEFA Champions League á quân: 2002–03, 2014–15, 2016–17

Paris Saint-Germain
- Ligue 1: 2018–19[19]
- Trophée des Champions: 2018[23]

U-21 Ý
- UEFA European Under-21 Championship: 1996[24]
- Mediterranean Games: 1997[22]

Ý
- FIFA World Cup: 2006[19][22]
- UEFA European Championship á quân: 2012

Cá nhân
- Giải thưởng Bravo: 1999[25]
- Thủ môn của năm tại Serie A Giải thưởng: 1999, 2001, 2002, 2003, 2004, 2005, 2006, 2008, 2012, 2014, 2015, 2016, 2017[26][27]
- Thủ môn câu lạc bộ UEFA của năm: 2002–03[24][28][29]
- Cầu thủ xuất sắc nhất năm của Câu lạc bộ UEFA: 2002–03[30][31]
- Đội tuyển UEFA của năm: 2003, 2004, 2006, 2016, 2017 [30][32][33]
- Đội tuyển ESM của năm: 2002–03, 2016–17[34][35]
- Thủ môn xuất sắc nhất châu Âu: 2003, 2016, 2017[cần dẫn nguồn]
- Quả bóng vàng: Vị trí thứ hai 2006
- Thủ môn xuất sắc nhất thế giới của IFFHS: 2003, 2004, 2006, 2007, 2017[36][37]
- Thủ môn xuất sắc nhất thế giới IFFHS: Á quân 2008, 2009, 2012, 2013, 2015, 2016[36][37]
- Thủ môn xuất sắc nhất thế giới IFFHS: Hạng 3 năm 2001, 2005, 2018[37][38]
- FIFA 100[39]
- Giải thưởng Yashin của FIFA World Cup: 2006[40]
- Đội tuyển toàn sao FIFA World Cup: 2006[41]
- Giải thưởng "Người hâm mộ" Serie A: 2006, 2007[22]
- FIFA FIFPro World XI: 2006, 2007, 2017[42][43][44]
- Đội tuyển vô địch châu Âu của giải đấu: 2008, 2012[45][46]
- Đội minh họa thể thao của thập kỷ: 2009[47]
- Đội tuyển thế giới của thập kỷ ESPN: 2009[48]
- Thủ môn xuất sắc nhất thập kỷ của IFFHS 2001–2010[49]
- Thủ môn xuất sắc nhất thập kỷ của IFFHS 2011–2020: thứ 2[50]
- Thủ môn xuất sắc nhất thế giới của IFFHS 2001–2020[51][52][53]
- Thủ môn xuất sắc nhất thế giới của IFFHS trong 25 năm qua: 1987–2012[54]
- Thủ môn xuất sắc nhất mọi thời đại của IFFHS: 1987–2020[55]
- Đội tuyển Serie A của năm: 2012, 2014, 2015, 2016, 2017[56][57][58][59][60]
- Giải thưởng đặc biệt huyền thoại AIC: 2023[61]
- Pallone Azzurro: 2013, 2016[62][63]
- UEFA Europa League Đội hình của mùa giải: 2013–14[64]
- Premio Nereo Rocco: 2014[65]
- Đội hình UEFA Champions League của mùa giải: 2014–15, 2016–17[66][67]
- Đội hình xuất sắc nhất năm của UEFA
- Bàn chân vàng: 2016[68][69]
- Cầu thủ xuất sắc nhất năm của Serie A: 2016–17[60]
- Thủ môn FIFA xuất sắc nhất: 2017[70]
- Thủ môn xuất sắc nhất mùa giải tại UEFA Champions League: 2016–17[71]
- Đội tuyển nam thế giới IFFHS: 2017[72]
- Giải thưởng thể thao Gazzetta Người đàn ông của năm: 2017[73]
- Đội hình xuất sắc nhất mọi thời đại của Juventus: 2017[74]
- FourFourTwo thủ môn xuất sắc nhất thế kỷ 21: 2019[75][76]
- Đội bóng trong mơ nam mọi thời đại B của IFFHS: 2021[77]